# Urcel
Urcel és un municipi francès situat al departament de l'Aisne i a la regió dels Alts de França. L'any 2007 tenia 572 habitants.

## Demografia

### Població
El 2007 la població de fet d'Urcel era de 572 persones. Hi havia 204 famílies de les quals 44 eren unipersonals (16 homes vivint sols i 28 dones vivint soles), 56 parelles sense fills, 84 parelles amb fills i 20 famílies monoparentals amb fills.
La població ha evolucionat segons el següent gràfic:
Habitants censats

### Habitatges
El 2007 hi havia 222 habitatges, 210 eren l'habitatge principal de la família, 7 eren segones residències i 5 estaven desocupats. 203 eren cases i 19 eren apartaments. Dels 210 habitatges principals, 163 estaven ocupats pels seus propietaris, 43 estaven llogats i ocupats pels llogaters i 4 estaven cedits a títol gratuït; 3 tenien una cambra, 9 en tenien dues, 28 en tenien tres, 48 en tenien quatre i 121 en tenien cinc o més. 146 habitatges disposaven pel capbaix d'una plaça de pàrquing. A 85 habitatges hi havia un automòbil i a 110 n'hi havia dos o més.

### Piràmide de població
La piràmide de població per edats i sexe el 2009 era:
| Homes | Edats   | Dones |
| ----- | ------- | ----- |
| 0     | 95 o +  | 0     |
| 0     | 90 a 94 | 8     |
| 4     | 85 a 89 | 8     |
| 0     | 80 a 84 | 4     |
| 8     | 75 a 79 | 4     |
| 4     | 70 a 74 | 24    |
| 4     | 65 a 69 | 8     |
| 4     | 60 a 64 | 4     |
| 20    | 55 a 59 | 4     |
| 4     | 50 a 54 | 12    |
| 12    | 45 a 49 | 16    |
| 8     | 40 a 44 | 12    |
| 40    | 35 a 39 | 28    |
| 40    | 30 a 34 | 40    |
| 24    | 25 a 29 | 28    |
| 4     | 20 a 24 | 4     |
| 12    | 15 a 19 | 12    |
| 12    | 10 a 14 | 4     |
| 36    | 5 a 9   | 28    |
| 36    | 0 a 4   | 32    |

## Economia
El 2007 la població en edat de treballar era de 368 persones, 289 eren actives i 79 eren inactives. De les 289 persones actives 258 estaven ocupades (133 homes i 125 dones) i 30 estaven aturades (19 homes i 11 dones). De les 79 persones inactives 25 estaven jubilades, 27 estaven estudiant i 27 estaven classificades com a «altres inactius».

### Ingressos
El 2009 a Urcel hi havia 211 unitats fiscals que integraven 554 persones, la mediana anual d'ingressos fiscals per persona era de 20.068 €.

### Activitats econòmiques
Dels 25 establiments que hi havia el 2007, 1 era d'una empresa alimentària, 6 d'empreses de construcció, 7 d'empreses de comerç i reparació d'automòbils, 3 d'empreses d'hostatgeria i restauració, 2 d'empreses immobiliàries, 2 d'empreses de serveis, 2 d'entitats de l'administració pública i 2 d'empreses classificades com a «altres activitats de serveis».
Dels 8 establiments de servei als particulars que hi havia el 2009, 1 era un paleta, 1 guixaire pintor, 2 lampisteries, 1 electricista, 1 perruqueria i 2 restaurants.
Dels 2 establiments comercials que hi havia el 2009, 1 era una botiga de menys de 120 m² i 1 una fleca.

## Equipaments sanitaris i escolars
L'únic equipament sanitari que hi havia el 2009 era una farmàcia.
El 2009 hi havia una escola elemental.

## Poblacions més properes
El següent diagrama mostra les poblacions més properes.